# Horace-Bénédict de Saussure
Horace Bénédict de Saussure (Conches, Genf kanton,  1740. február 17. – Genf, 1799. január 22.) svájci természettudós. Botanikai szakmunkákban nevének rövidítése: „Sauss.”.

## Élete és munkássága
Saussurenak  apja, Nicholas Saussure és nagybátyja, a természettudós és költő Albrecht von Haller , valamint az orvos, Théodore Tronchin tevékenysége szolgált követendő példaként. Az ő nyomdokaikon akart tovább haladni és az ő követésüket tekintette élete kihívásának. 1754-től a Genfi Egyetemen természettudományokat tanult és 1759-ben itt doktorált. 1762-ben, 22 évesen szintén ezen az egyetemen nevezték ki a filozófia professzorának. Elismert érdemeket szerzett a Föld fizikája és a geológia – melynek megalapítói közé számít -, továbbá más rokontudományok területén. Figyelemre méltó eredményeket ért el a növények anatómiájában és a növények földrajzában.
Beutazta Franciaországot, Hollandiát, Itáliát, Szicíliát és átkutatta az Alpokat, különösen a jégmezőket, gleccsereket. 1760-ban úgy megigézte a Mer de Glace gleccser fölé magasodó Mont Blanc látványa, hogy jelentős összegű pénzjutalmat ajánlott fel annak, aki elsőként jut fel a csúcsra. 1786. augusztus 8-án, tizennégy órai kapaszkodás után dr. Michel-Gabriel Paccard chamonix-i orvosnak és Jacques Balmat hegyi vezetőnek ez együtt sikerült. Saussure a díjat Jacques Balmat-nak ítélte oda, mert úgy vélte, hogy Paccard, aki „amatőr hegymászó” volt, nem fogadta volna el. Egy évvel később Saussure egy szolga és 18 vezető kíséretében hajtotta végre az első tudományos expedíciót a hegyre.  A csúcson többek között összehasonlító barometriai méréseket végzett. Ezek a mérések azt mutatták 1787. augusztus 3-án, hogy a Mont Blanc Európa legmagasabb csúcsa.
Saussure felfedezett egy elektrométert, hygrométert és más hasonló eszközt, mint a 18. század végén általa kifejlesztett cyanométert, ami egy olyan műszer, amellyel a kék ég színintenzitását lehet mérni. Ezeket az eszközöket többek között Alexander von Humbold is alkalmazta az amerikai expedíciói során.
Saussure mint a Művészeti Társaság megalapítója és elnöke nagy érdemeket szerzett Genf iparosításában. Kutatásaival figyelemre méltóan bővítette korának ismereteit a meteorológia, a geológia, a glaciológia, a mágnesesség és az csillagászat területén. A frankfurti filozófus, Arthur Schopenhauer a természettudóst a következőképpen említi a disszertációjában: „Saussure a Mont Blancról állítólag olyan nagynak látta a felkelő Holdat, hogy nem ismerte fel és a rémülettől elájult.”
Saussure-t mint a modern Alpok-kutatás atyját tartják számon. Írásaiból az Alpokban tett utazásairól szóló beszámolók emelhetők ki. Hozzá kapcsolódik a dolomit tulajdonságainak leírása is, mivel ezt a kőzetet önálló ásványként ő ismerte fel, s ami a nevét a francia geológusról, Déodat de Dolomieu-ról kapta a nevét. Horace Bénédict de Saussure mint a Kis-Matterhorn első megmászója az alpinizmus úttörője is.
Idősebb korában részt vett hazája törvényhozásában és tagja volt a „kétszázak tanácsának”. Róla nevezték el a fészkesvirágzatúak családjába tartozó alpine kiskapuk nevű növényt. (Sausserea DC.) Mint Matterhorn-mászó ő szerepelt a régi svájci 20 frankos bankjegyen. Párizsban utcát neveztek el róla. (Rue de Saussure)

## Művei
- Observations sur l'écorce des feuilles et des pétales. 102 S., Genf 1762
- La manière de provigner la vigne sans engrais. 23 S., Frontenex 1773
- Systema plantarum secundum classes, ordines, genea, species, cum characteribus, differentis ; nominibus trivialibus, synonimis selectis, et locis natilbus. Frankfurt am Main, Varrentrapp Fils & Wenner, 1779
- Voyages dans les Alpes., Genf 1779-96 (4 Bände)
- Essais Sur L'Hygrométrie. 542 S., Samuel Fauche Pere Et Fils, Neuchatel 1783
- Relation abrégée d'un voyage à la Cime du Mont-Blanc: en août 1787. 38 S., Barde & Manget Genf 1787.
- deutsche Fassung: Kurzer Bericht von einer Reise auf den Gipfel des Montblanc, im August 1787, Akademische Buchhandlung, Strasburg 1788. 40 Seiten. Faksimile Fines Mundi Verlag, Saarbrücken 2008.
- Défense de l'Hygromètre à cheveu. 82 S., Genf 1788
- Description de deux nouvelles espèces de trémelles douées d’un mouvement spontané. Journal de Physique, Bd. 37, S. 401-409, 1790
- Manuscrits et publications de Horace-Bénédict de Saussure sur l'origine du basalte. Zusammenstellung von Albert V. Carozzi, 769 S., Éditions Zoé, Genf 2000. ISBN 2-88182-411-0

## Fordítás
- Ez a szócikk részben vagy egészben  a   Horace-Bénédict de Saussure című német Wikipédia-szócikk ezen változatának fordításán alapul.  Az eredeti cikk szerkesztőit annak laptörténete sorolja fel. Ez a jelzés csupán a megfogalmazás eredetét és a szerzői jogokat jelzi, nem szolgál a cikkben szereplő információk forrásmegjelöléseként. (2011-01-29-i állapot)